# Ogrody Sallustiuszowe

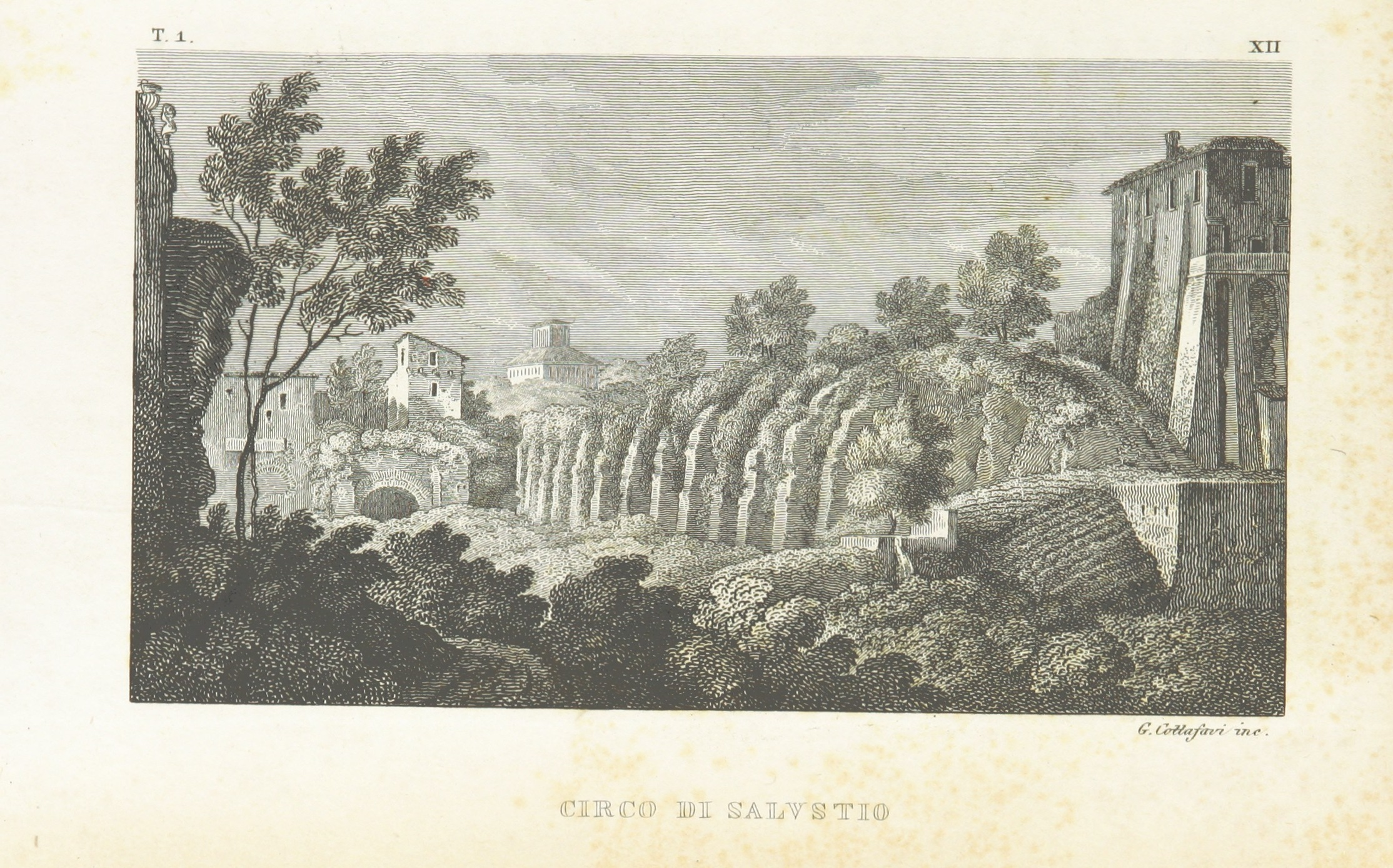
Ogrody Sallustiusza

Ogrody Sallustiuszowe (wł. I Giardini di Sallustio, łac. Horti Sallustiani) – ogrody założone przez historyka i senatora Republiki Rzymskiej Gaiusa Sallustiusza Crispusa w I wieku p.n.e., prawdopodobnie dzięki środkom finansowym, które zdobył nielegalnie podczas pełnienia funkcji pretora prowincji Africa Proconsularis. 
Ogrody rozciągały się na rozległym obszarze w północno-wschodniej części Rzymu, pomiędzy wzgórzami Pincio i Kwirynałem, w obszarze wytyczonym via Alta semita (obecnie Via XX Settembre), Via Salaria, Murami Aureliana i obecnym Via Veneto. 
Obszar, na którym rozciągają się pozostałości rezydencji senatora, dzisiaj nosi nazwę dzielnicy Sallustiano.

## Hortiw starożytnym Rzymie
Starożytni Rzymianie używali nazwy horti wobec posiadłości posiadających duże ogrody, położonych w niedużej odległości od miasta, ale jednak na terenach podmiejskich. Horti były miejscami rozrywki, w których możliwe było wyciszenie i izolacja bez konieczności oddalania od centrum miasta. 
Rzym w czasie swojego istnienia wchłaniał okoliczne wioski, obszary które uznawane były za peryferyjne w czasach Scypiana Afrykańskiego i Pompejusza stawały się centrum miasta. Prywatne posiadłości również ustępowały miejsca publicznym przybytkom, budynkom mieszkalnym oraz parkom.
Najważniejszą częścią ogrodów była bez wątpienia roślinności, często kształtowana w wymyślny sposób. Wśród ulubionych form były kształty geometryczne oraz zwierzęta, zgodnie z wytycznymi ówczesnej sztuki formowania topiarów. Wśród roślin stawiane były często fontanny, posągi(często repliki greckich rzeźb) oraz termy.
Modę na tego typu zabudowę zapoczątkował Lukullus, który zbudował swoją luksusową rezydencję na wzgórzu Pincio. Szybko jego wzorem podążył Sallustiusz.

## Ogrody Salustiusza

### Historia
Pierwotnie teren posiadłości prawdopodobnie należał do Cezara. Położone były w jednym z najbardziej reprezentatywnych punktów Rzymu- pomiędzy Pincio i Kwirynałem, naprzeciw centrum miasta. Gajusz Juliusz Cezar upodobał sobie położenie rezydencji i, jak wskazują źródła, uważał ją za swoją ulubioną. W okresie tym ogrody były znane jako Horti Cesarei - Ogrody Cezara.
Po śmierci Cezara ogrody zostały wykupione przez Sallustiusza, jednego z najbliższych przyjaciół Cezara. Sam Sallustiusz w przeszłości sądzony był za zdobycie nielegalnego majątku jako pretor w afrykańskiej prowincji Africa Nova. Od wyroku wybronił go właśnie Gajusz Juliusz- sąd poprzestał na osądzeniu bardzo wysokiej grzywny. Spekuluje się, że resztę nielegalnie zdobytego majątku Sallustiusz zainwestował właśnie w rozwój posiadłości a co za tym idzie także ogrodów ją otaczających. 
W 36 roku p.n.e. po śmierci historyka, rezydencja przeszła na własność jego prawnuka o tym samym imieniu, następnie zaś na własność jego adoptowanego syna Gajusza Sallustiusza Kryspusa Pasjena, zaś potem jego żonę Agryppinę. Po śmierci Gajusza Sallustiusza ogrody przejęte zostały dzięki nielegalnym metodom w 21 roku n.e. przez Tyberiusza, cesarza.
Agrypina, chcąc odzyskać posiadłość będącą wtedy posiadłością cesarską, oraz zapewnić tron cesarski dla swojego syna Nerona, otruła swojego męża Klaudiusza. Od tego momentu ogrody były wielokrotnie przebudowywane i rozbudowywane, zaś wielu cesarzy wybierało Ogrody Sallustiusza jako swoje rezydencje, rezygnując przy tym z zamieszkiwania oficjalnej rezydencji cesarskiej na Palatynie. Wśród nich należy wskazać między innymi cesarza Nerwe, który umarł w rezydencji 69 roku n.e. czy mieszkającego w rezydencji Wespazjana.
Wespazjan zgodnie ze swoją polityką otwarcia przybytków cesarskich dla ludu, przekształcił ogromne ogrody na park publiczny. Kolejne ważne prace przeprowadzili cesarze Hadrian i Aurelian, ten ostatni do kompleksu dodał ujeżdżalnię oraz zbudował mury oddzielające część mieszkalną od części cmentarnej. Ogrody przeszły jeszcze znaczną przebudowę w III w. n.e. W 410 roku doszło do splądrowania Rzymu przez Wizygotów dowodzonych przeze Alaryka I. Willa doznała wtedy poważnych zniszczeń z których nie została już nigdy odbudowana. Dokumentacja archeologiczna, która zachowała się od tych czasów, jest bardzo skromna.

## Prace badawcze
W XVII wieku kardynał Ludovico Ludovisi, bratanek Papieża Grzegorza XV, zakupił tereny oraz wybudował na nich Willę Ludovisi. W okresie tym odkryto wiele cennych rzeźb. W drugiej połowie XIX wieku podczas nasilonych prac budowlanych w Rzymie zniszczono wiele nowoczesnych willi ze zboczy Kwirynału. Bezmyślnie utracono wtedy możliwość studiów archeologicznych tego terenu. prace budowlane nieodwołalnie zmieniły topografie, zasypując dolinę między Pincio i Kwirynałem.
Mimo to prace archeologiczne doprowadziły do odkryć m.in. nimfeum – szacuje się, że pochodzi ono z przebudowy cesarza Hadriana. Nimfeum posiadało ściany pokryte emalią, pumeksem i muszlami, które tworzyły scenki krajobrazowe, zwierzęta oraz kwiaty w żywych kolorach. Budowla posiadała także dekoracje rzeźbiarskie, wśród których wymienić można okrągły ołtarz z odwołaniem do czterech pór roku, oraz Artemidę i Ifigenię z łanią(obecnie w muzeum w Kopenhadze).
Częścią kompleksu była także mała świątynia Wenus Erycyńskiej znajdująca się na dnie doliny, republikański budynek, który włączony został do kompleksu za Cezara. Budynki tego typu był bardzo popularne w tego typu posiadłościach, Wenus zaś miała zapewnić posiadaczowi miłość, płodność i kontakt z naturą.
W ogrodach znajdował się również hipodrom.

## Pozostałości

Gal Ludovisi

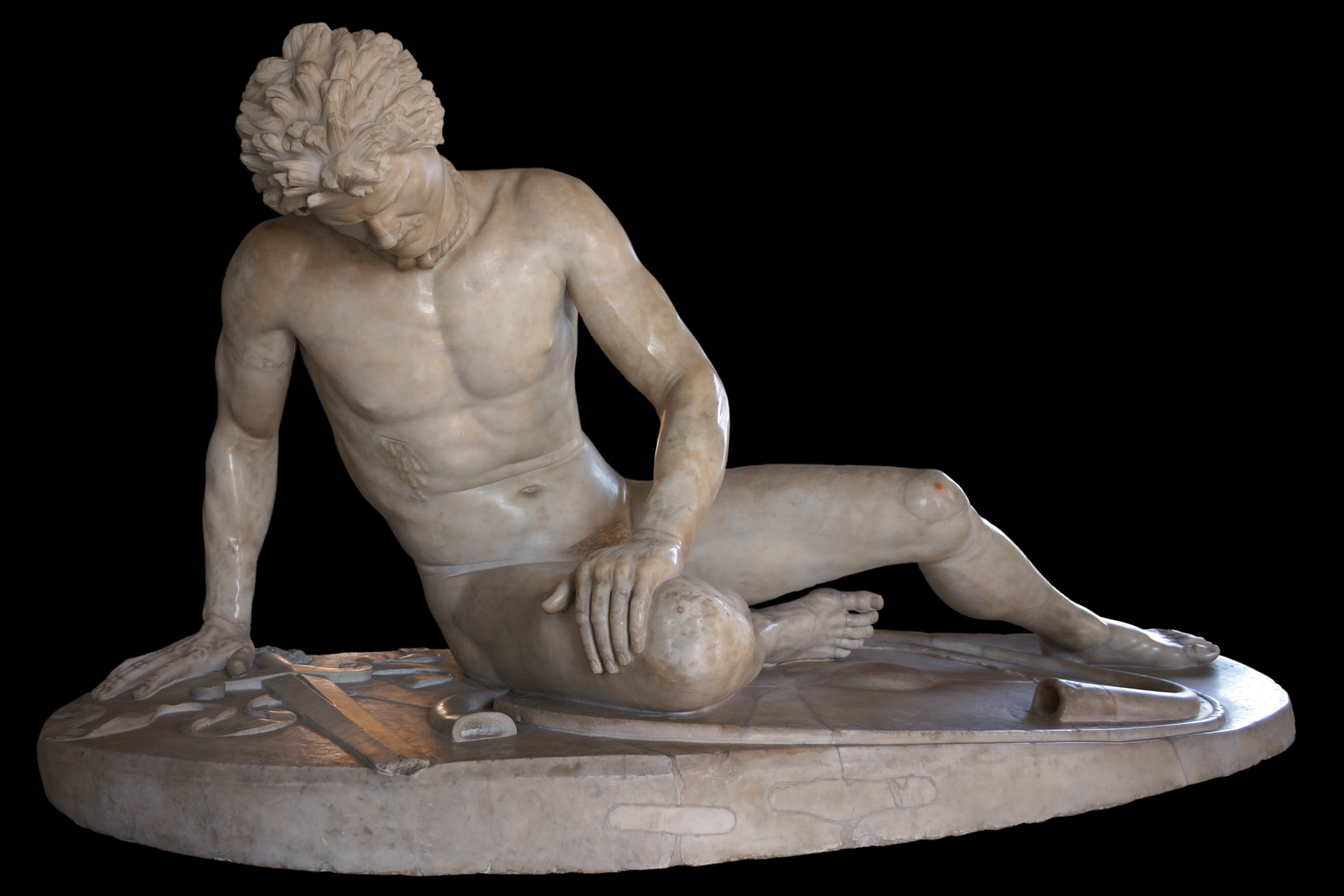
Umierający Gal

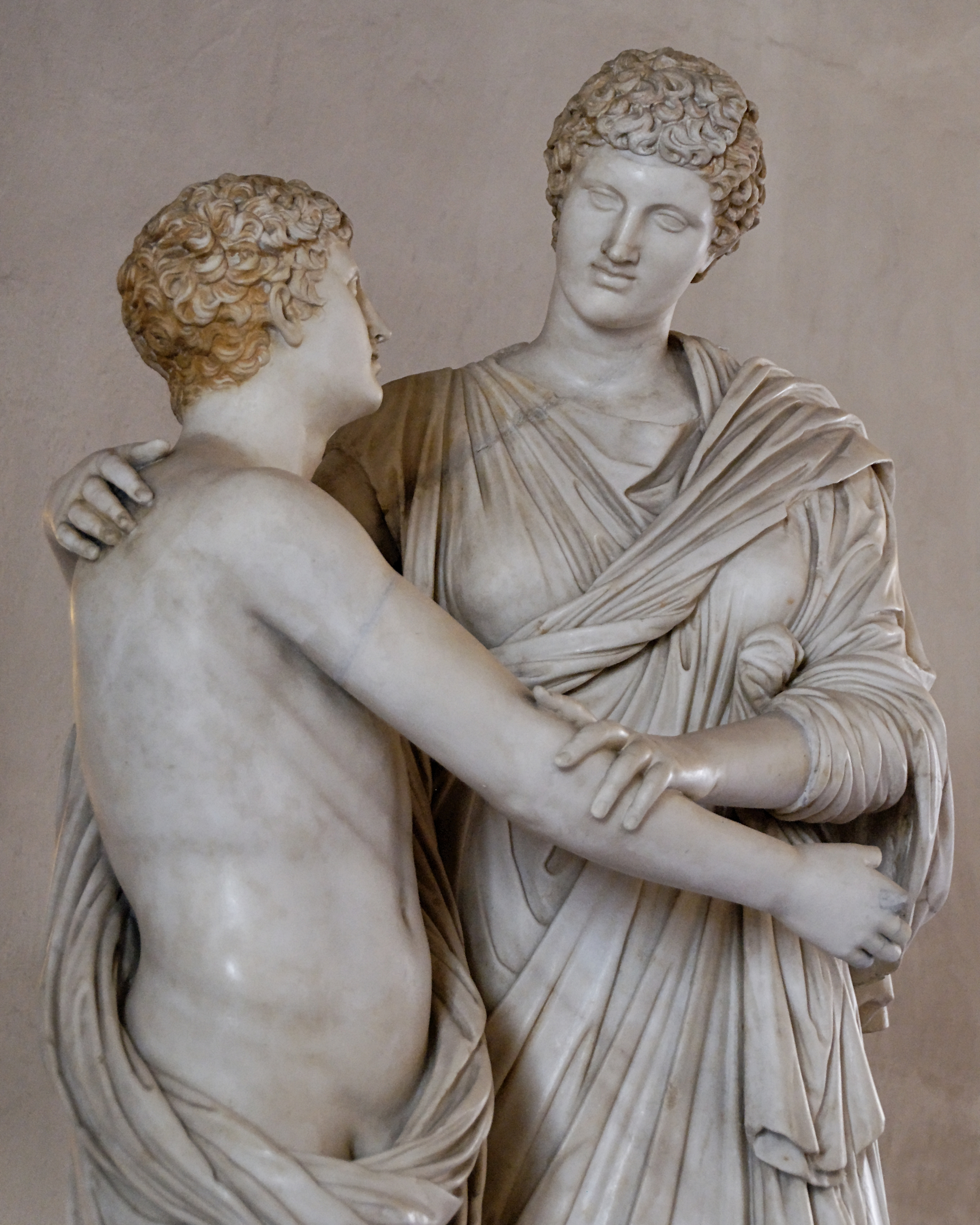
Orestes i Elektra Menelaosa

Bardzo dobrze zachowany pawilon willi znajduje się dzisiaj na Piazza Sallustio. Była to jedna z najważniejszych budowli całej posiadłości. Spekuluje się dzisiaj, że budynek służył jako triklinium. 
Pozostałości budynku zostały przekopane 14 metrów poniżej dzisiejszego poziomu, oraz połączone z pozostałościami innych budynków które niestety nie zostały zachowane w tak dobrym stanie. Główną częścią budynku była duża okrągła sala(11 metrów średnicy i 13 metrów wysokości) przykryta kopułą. Kopuła posiadała rzadko spotykane architektoniczne rozwiązanie posiadając na przemian płaskie i wklęsłe elementy). Ściany budowli posiadały trzy wnęki po każdej stronie, dwie z nich pełniły funkcję przejścia do innego pokoju. Kilka lat po wybudowaniu, wnęki zostały zabudowane i pokryte marmurowymi panelami. W ten sam sposób pokryta została podłoga i ściany, podczas gdy kopuła pokryta została sztukaterią. Sala główna otoczona była na dwóch piętrach mniejszymi pomieszczeniami, zaś górna część połączona była z tarasem z pięknym widokiem.
Na południu znajduje się półokrągłe zadaszone pomieszczenie podzielone na trzy obszary ściankami działowymi, z których w dwóch nadal zachowały się starożytne czarno-białe mozaiki oraz pozostałości malowideł ściennych prawdopodobnie z późniejszych czasów; trzecią salę od południa zajmują schody prowadzące na dwie górne kondygnacje. Północną część częściowo zajmuje zaś pokój służący jako latryna.
Znaki na używanych cegłach potwierdzają datę budowy na 126 rok n.e. Data ta jest o tyle znacząca, że ukazuje rozwój architektoniczny prywatnych posiadłości cesarskich i zmianę upodobań względem między innymi Domus Augustana czy Domus Aurea.
Wśród innych odkryć należy wskazać kryptoportyk z malowidłami ściennymi, obecnie znajdujący się w podziemiach ambasady Stanów Zjednoczonych na via Friuli. Zachowała się również ściana z niszami wzdłuż via Lucullo oraz na skrzyżowaniu ulic San Nicola da Tolentino oraz Bissolati dwupiętrowa cysterna z okresu renowacji Hadriana.

## Dzieła sztuki
Potwierdzeniem wagi oraz bogactwa Ogrodów Sallustiuszowych są wspaniałe dzieła sztuki znalezione na tym terenie. Mimo licznych rabunków udało się odnaleźć wiele bezcennych dzieł sztuki wśród których znaleźć można m.in. greckie oryginalne rzeźby.
Rzeźby odnalezione w XVI oraz XVII wieku:
- Akrolit dużej kobiecej głowy, bóstwo Wielkiej Grecji
- Rzeźby przedstawiające Galów, między innymi Umierający Gal oraz Klęczący Gal
- Orestes i Elektra autorstwa Menelaosa, I w. p.n.e.
- Hermy przedstawiające Heraklesa, Dionisosa, Atenę, Hermesa oraz dyskobola
- Śpiący Hermafrodyta

Niemal wszystkie dzieła sztuki odnalezione w XIX wieku zostały sprzedane kolekcjonerom z Europy i Ameryki. Przede wszystkim Carlowi Jacobsenowi, założycielowi Ny Carlsberg Glyptotek, muzeum stanowiącego dar dla społeczeństwa duńskiego. Stąd też- wiele bezcennych dzieł sztuki pochodzących z Ogrodów Sallustiuszowych znajduje się obecnie w Kopenhadze. Część nielegalnie sprowadzonych do Danii dzieł sztuki udało się sprowadzić z powrotem do Rzymu.
Wśród dzieł sztuki odkrytych w późniejszym okresie wskazać należy:
- Obelisk Sallustiano, rzymska kopia egipskiego obelisku stojąca obecnie przez kościołem Trinita dei Monti przy Schodach Hiszpańskich
- Waza Borghese odkryta w XVI wieku
- Tron Ludovisi odkryty w 1887 roku
- Rzeźba umierającego Niobida odkryta w 1906 roku

Uważa się, że Niobid, oryginał z V wieku p.n.e., jest jednym z wielu dzieł przywiezionych do Rzymu z Grecji przez Augusta jako łupy wojenne. Rzeźba odegrała wielką rolę w kształtowaniu się stylu i kultury rzymskiej.